# Canticum

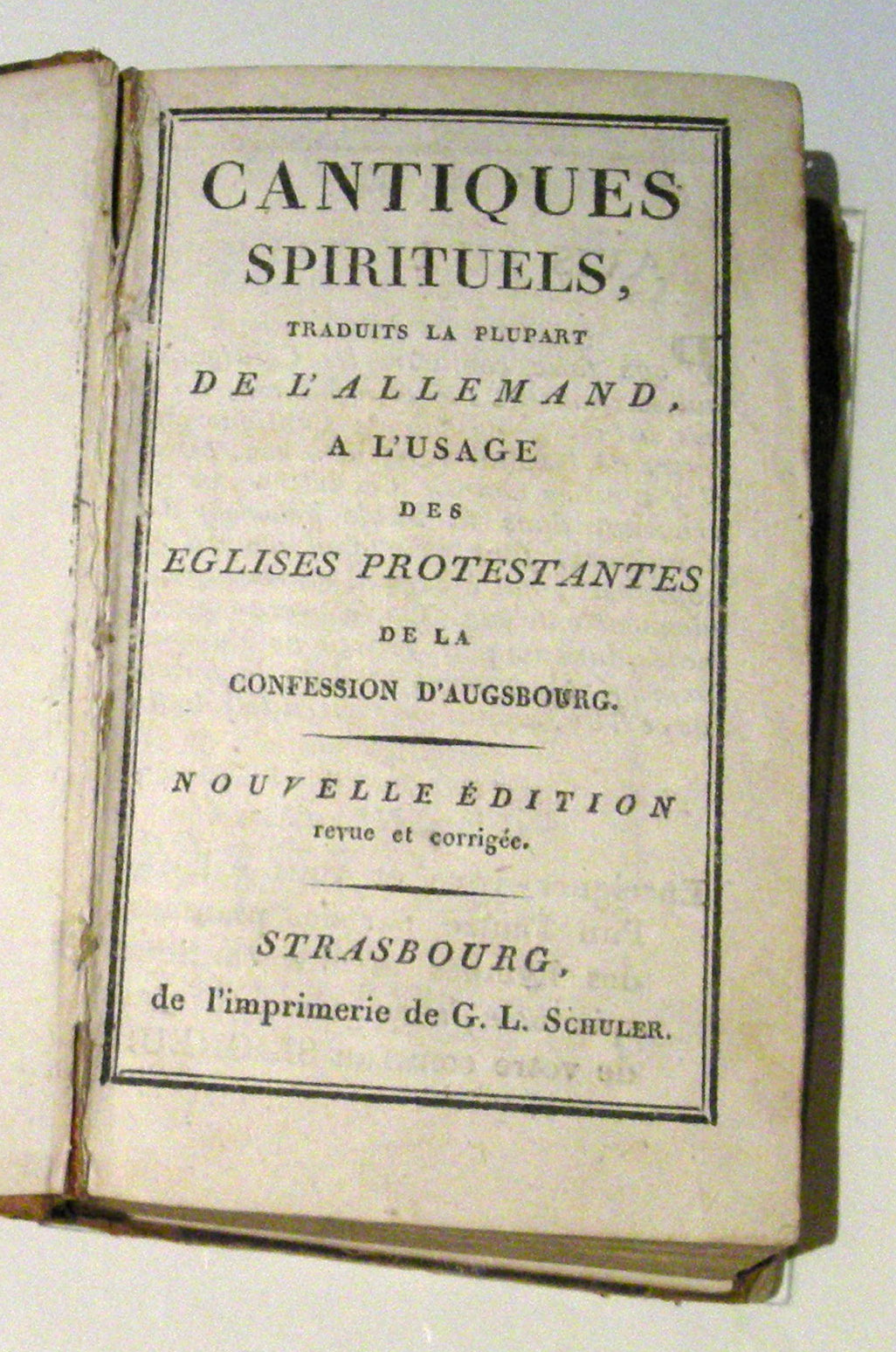
Lofzangen toegeschreven aan Jean Georges Stuber (eind achttiende eeuw)

Een canticum (Latijn: lied) is een hymne uit de Bijbel, waarbij men de psalmen gewoonlijk niet meerekent. De term wordt vaak uitgebreid tot oude niet-Bijbelse hymnes zoals het Te Deum en soms bepaalde liturgisch gebruikte psalmen. Dit kan onder andere omvatten:
- Een lied, vooral hymne, zoals Canticum canticorum, het Hooglied, in het Hebreeuws sjier sjieriem, letterlijk "de zang der zangen"
- Een canto (lied) of lofzang

Bijbelse kantieken zijn bijvoorbeeld:
- het lied van Mozes, Exodus 15:1-18: Cantemus domino gloriose
- het lied van Mirjam, Exodus 15:20
- de lofzang van Hanna, 1 Samuel 2:1-10: Exultavit cor meum in domino et exaltatum
- de lofzang van Debora, Rechters 5
- het "lied van de boog" van koning David, een treurlied na de dood van Jonathan, 2 Samuel 1:17-27
- het lied van de serafs, Jesaja 6:3, de Trisagion en het eerste deel van het Sanctus
- het lied van de drie jongelingen in de vuuroven, Daniël 3:57-88: Benedicite omnia opera
- het klaaglied van Job, Job 10: Taedet animam meam
- de lofzang van Elisabet, Lucas 1:42, opgenomen in het Ave Maria (Weesgegroet)
- de kantiek van de maagd Maria, Lucas 1:46-55, Magnificat
- de lofzang van Zacharias, Lucas 1:68-79: Benedictus dominus deus Israel
- de lofzang van Simeon, Lucas 2:29-32: Nunc dimittis
- het lied waarmee Jezus werd onthaald in Jeruzalem, Matteüs 21:9, het tweede deel van het Sanctus, namelijk het Benedictus